# Oteiza
Oteiza – gmina w Hiszpanii, w Nawarze, o powierzchni 47,99 km². W 2011 roku gmina liczyła 959 mieszkańców.